# Karol Madaj (projektant gier)
Karol Madaj (ur. 9 lutego 1980 w Warszawie) – polski projektant gier planszowych, były pracownik Biura Edukacji Publicznej (później Biura Edukacji Narodowej) Instytutu Pamięci Narodowej oraz Instytutu Pileckiego, teolog. W latach 2020–2023 p.o. dyrektora Muzeum – Dom Rodziny Pileckich w Ostrowi Mazowieckiej.

## Życiorys
Ukończył Katolicki Uniwersytet Lubelski Jana Pawła II, ma tytuł magistra teologii.
W 2012 jego Kolejka uzyskała tytuł Gry Roku. W listopadzie 2013 za zasługi w budowaniu świadomości historycznej i patriotycznej został odznaczony przez Prezydenta Rzeczypospolitej Polskiej Złotym Krzyżem Zasługi.
Od października 2020 pełnił obowiązki dyrektora Muzeum – Dom Rodziny Pileckich w Ostrowi Mazowieckiej. W marcu 2023 złożył rezygnację z tego stanowiska.

## Zaprojektowane gry
- Awans (2009)
- Pamięć '39 (2009)
- 303 (2010)
- Kolejka (2011)
- Kolejka: Ogonek (2011) – dodatek
- Znaj znak (2012)
- Znaj znak – Pamięć (2013)
- Letnisko (2013)
- Strajk. Skok do wolności (2013)
- 111 (2013)
- 7. W obronie Lwowa (2015)
- Reglamentacja (2014)
- Miś Wojtek (2018)
- Stanisław Moniuszko (2019)
- Wybory 1919 (2019)
- Łukasiewicz. Nafta i Gaz (2022)